# Mannings (Unternehmen)

Logo des Unternehmens

Mannings (traditionelles Chinesisch: 萬寧; vereinfachtes Chinesisch: 万宁; Pinyin: Wànníng; Jyutping: maan6 ning4) ist eine 1972 gegründete Drogeriemarktkette aus Hongkong. Sie ist seit 1975 eine 100% Tochter von Dairy Farm International Holdings, die wiederum eine Tochter der Jardine Matheson Holdings ist. Mannigs firmiert als Guardian (佳寕; 佳宁; Jiānìng; gaai1 ning4) in Malaysia, Indonesien, Brunei, Vietnam, Kambodscha und Singapur. Bis 2020 wurden unter dem Namen Rose Pharmacy 180 Filialen auf den Philippinen betrieben, die jedoch an Robinsons verkauft wurden.
Ende 2022 gab es etwa 1700 Filialen in Asien: mehr als 350 in Hongkong, 20 in Macau, mehr als 200 in Festlandchina, etwa 500 in Malaysia, 217 in Indonesien, 29 in Brunei, 99 in Vietnam, 123 in Singapur, 5 in Kambodscha und 246 auf den Philippinen. Die Gesamteinnahmen von Mannings beliefen sich im Jahr 2017 auf 2,8 Milliarden US-Dollar. Zu den größten Konkurrenten gehört A.S. Watson, das sich im Besitz der CK Hutchison Holdings befindet.

## Belege
1. ↑  Mannings Economics project   group10. Po Leung Kuk Centenary Li Shiu Chung Memorial College, abgerufen am 4. Oktober 2023 (englisch).
2. ↑  Robert Stockdill: Dairy Farm sells Rose Pharmacy chain to Robinson Retail. In: Insider Retail. 20. Oktober 2020, abgerufen am 4. Oktober 2023 (amerikanisches Englisch).
3. ↑  LANDMARK Hong Kong. 2023, abgerufen am 4. Oktober 2023 (englisch).
4. ↑  Store Finder. In: Mannings. 4. Oktober 2023, abgerufen am 4. Oktober 2023 (englisch).
5. ↑  Analysis and Comparison of the International Strategies in Watsons and Mannings. In: Coursehero. Abgerufen am 4. Oktober 2023 (englisch).
6. ↑  ABOUT US. In: Guardian MY. Abgerufen am 4. Oktober 2023 (englisch).
7. ↑  Store Locator. Guardian Indonesia, abgerufen am 4. Oktober 2023 (englisch).
8. ↑  Azrina Zin: Guardian opens its 29th store in Brunei. In: The Bruneian. 18. Oktober 2022, abgerufen am 4. Oktober 2023 (englisch).
9. ↑  Giới thiệu. Guardian Vietnam, abgerufen am 4. Oktober 2023 (vietnamesisch).
10. ↑  Store Finder. In: Guardian Singapore. Abgerufen am 4. Oktober 2023 (englisch).
11. ↑  Guardian Cambodia Grand Opening of New Branch. In: Khmer Times. 4. März 2018, abgerufen am 4. Oktober 2023 (amerikanisches Englisch).